# Zakład Karny we Włodawie
Zakład Karny we Włodawie – zakład karny we Włodawie jest jednostką penitencjarną typu zamkniętego dla recydywistów, w której funkcjonuje również Centrum Kształcenia Ustawicznego.

## Kierownictwo
- Dyrektor: ppłk Jacek Sankowski[10]
- Zastępca dyrektora: mjr Dariusz Kossyk
- Zastępca dyrektora: mjr Ewa Szymańska

## Struktura organizacyjna
W skład Zakładu Karnego we Włodawie wchodzą:
- oddziały penitencjarne
- dział ochrony
- dział ewidencji
- dział finansowy
- dział kwatermistrzowski
- Zakład Opieki Zdrowotnej
- stanowiska samodzielne ds. kadr, ds. zatrudnienia osadzonych i bhp, ds. organizacyjno-prawnych[11]

## Historia
Budowę kompleksu więziennego rozpoczęto w 1969 roku. Prace budowlane wykonywali głównie osadzeni z Zakładu Karnego w Chełmie pod nadzorem funkcjonariuszy tej jednostki. Zakład karny rozpoczął funkcjonowanie w 1971 r. W l. 1981–1982 w więzieniu funkcjonował ośrodek odosobnienia dla internowanych w okresie stanu wojennego działaczy „Solidarności”.